# 3M (компьютер)
3M — обозначение для ожидаемых свойств инженерно-научной компьютерной рабочей станции, предложенное в начале 1980-х годов Раджем Редди и его коллегами из Университета Карнеги — Меллона: как минимум мегабайт оперативной памяти, мегапиксельный дисплей и вычислительная мощность в 1 миллион инструкций в секунду (MIPS). Также предполагалось, что такой компьютер должен стоить не больше «мегапенни», то есть не больше $10 тыс.
В то время типичный настольный компьютер, такой, например, как IBM PC, имел ⅛ мегабайта ОЗУ (128 Кбайт), дисплей с ¼ млн пикселей (разрешением 640×400 и монохромный), и работал со скоростью ⅓ млн инструкций в секунду (процессор Intel 8088 с тактовой частотой 5 МГц).
Концепция 3М-компьютера родилась из компьютера Xerox Alto, который был создан в 1970-х годах в исследовательском центре Xerox Palo Alto Research Center. Несколько таких машин в 1979 году были подарены Университету Карнеги — Меллона, Стэнфордскому Университету и Массачусетскому технологическому институту. Ранним вариантом 3М-компьютера была рабочая станция PERQ Workstation, созданная корпорацией Three Rivers Computer Corporation, способная выполнять 1 миллион инструкций языка Паскаль в секунду, оснащённая 256 КБ ОЗУ (которые можно было довести до 1 МБ) и дисплеем разрешением 768×1024 пикселей с диагональю 15 дюймов (380 мм). Несмотря на то, что PERQ не был в полном смысле 3М-компьютером, он послужил первым прототипом такой системы в проекте Университета Карнеги — Меллона по созданию университетской рабочей станции SPICE (Scientific Personal Integrated Computing Environment).
Ещё одним примером 3М-компьютера может служить рабочая станция SUN Стэнфорсдского Университета, созданная Энди Бехтольшаймом (Andy Bechtolsheim) в 1980 году. Её коммерческий вариант стал основным продуктом компании Sun Microsystems в 1982 году. В 1981 году компания Apollo Computer объявила о своей рабочей станции Apollo/Domain. Первой 3М-рабочей станцией ценой в «мегапенни» стала а бездисковая настольная рабочая станция Sun-2/50, чья цена в 1986 году составила $8,9 тыс.
NeXT Computer был представлен публике в 1988 году Стивом Джобсом как 3М-машина. Этот термин Джобс впервые услышал в январе 1983 года в Брауновском университете, когда университет отказался покупать Макинтоши, считая что ему нужны более мощные машины. Его «мегапиксельный» дисплей NeXT MegaPixel Display на самом деле имел только 930 тыс. пикселей, и мог отображать только четыре градации серого. А если взять его производительность при операциях с плавающей запятой, то математический сопроцессор Motorola 68882 мог выдавать только 0,25 мегафлоп.
Настольные компьютеры 2010-х годов превосходят требования 3М по ОЗУ и производительности в несколько тысяч раз, а требования к дисплею лишь в 2—3 раза (но зато у дисплеев есть полная цветопередача).